# YouTube TV
YouTube TV là một dịch vụ truyền hình internet hàng đầu của Mỹ cung cấp truyền hình trực tiếp, video theo yêu cầu và DVR dựa trên đám mây từ hơn 70 mạng truyền hình. YouTube TV thuộc sở hữu của YouTube, một công ty con của Google. Các kênh truyền hình qua YouTube TV bao gồm các mạng lớn của Hoa Kỳ như ABC, CBS, NBC, Fox, FX, AMC, CNN, TBS, Discovery và ESPN.
YouTube TV ra mắt vào ngày 28 tháng 2 năm 2017.

## Lịch sử
YouTube TV bắt đầu phát trực tuyến vào tháng 4 năm 2017 tại năm thị trường Hoa Kỳ - Thành phố New York, Los Angeles, Chicago, Philadelphia và San Francisco, Ngoài các mạng quốc gia Hoa Kỳ, YouTube TV phát các kênh thuộc sở hữu của các mạng đó, công ty chủ sở hữu của họ và các công ty truyền thông khác. Các kênh khác bao gồm CNBC, MSNBC, Fox News, BBC World News, Kênh Smithsonian (một liên doanh của Showtime Networks thuộc sở hữu của CBS và Viện Smithsonian); Sundance TV (thuộc sở hữu của AMC Networks); nhiều kênh thể thao; Kênh Disney (thuộc sở hữu của Công ty Walt Disney); và BBC America (đồng sở hữu bởi AMC Networks và BBC Studios). Các thành viên YouTube TV cũng có quyền truy cập vào các bộ phim và chương trình gốc của YouTube Premium (mặc dù đăng ký YouTube Premium không được bao gồm trong YouTube TV).
Cũng trong năm 2017, YouTube đã bổ sung Mạng MLB và các thỏa thuận trong khu vực với Seattle Sounders và Los Angeles FC của Major League Soccer.